# Samuel Pizzetti
Samuel Pizzetti (* 16. Oktober 1986 in Codogno) ist ein ehemaliger italienischer Schwimmer. Bei Europameisterschaften gewann er zwei Silbermedaillen und drei Bronzemedaillen, hinzu kam eine Bronzemedaille auf der 25-Meter-Bahn.

## Sportliche Karriere
2004 schwamm Pizzetti bei den Junioreneuropameisterschaften auf den dritten Platz über 1500 Meter Freistil hinter dem Deutschen Paul Biedermann und dem Franzosen Sébastien Rouault. Ein Jahr später bei den Mittelmeerspielen 2005 gewann Pizzetti über 1500 Meter Freistil ebenfalls die Bronzemedaille hinter Sébastien Rouault und dem Griechen Spyridon Giannotis.
2008 bei den Europameisterschaften in Eindhoven schied Pizzetti über 400 Meter Freistil und über 1500 Meter Freistil im Vorlauf aus. Über 800 Meter Freistil wurde er Zweiter hinter dem Ungarn Gergő Kis und knapp vor dem Rumänen Dragoș Coman sowie dem Spanier Marcos Rivera. Die 800 Meter Freistil waren damals noch keine olympische Männerstrecke. Bei den Olympischen Spielen 2008 in Peking trat Pizzetti deshalb über 1500 Meter Freistil an. Als 17. der Vorläufe verfehlte er die Finalteilnahme um über 17 Sekunden. Ende 2008 nahm Pizzetti an den Kurzbahneuropameisterschaften in Rijeka teil und erschwamm die Bronzemedaille hinter seinem Landsmann Federico Colbertaldo und dem Russen Witali Romanowitsch.
2009 bei den Mittelmeerspielen in Pescara siegte über 800 Meter Freistil der Tunesier Oussama Mellouli mit fast sechs Sekunden Vorsprung vor Pizzetti. Über 1500 Meter Freistil gewann Mellouli vor Colbertaldo und Rivera, Pizzetti schlug als Vierter siebeneinhalb Sekunden nach dem Spanier an. Kurz darauf bei den Weltmeisterschaften in Rom schied Pizzetti über 800 Meter Freistil im Vorlauf aus. Über 1500 Meter Freistil erreichte er das Finale und belegte den achten Platz. Im Jahr darauf bei den Europameisterschaften 2010 in Budapest wurde Pizzetti über 1500 Meter Freistil Dritter hinter Sébastien Rouault und Pál Joensen aus Färöer, Cobertaldo wurde Vierter. Über 800 Meter Freistil siegte Rouault vor dem Deutschen Christian Kubusch und Pizzetti. Im November 2010 wurde Pizzetti über 400 Meter Freistil Siebter bei den Kurzbahneuropameisterschaften in Eindhoven.
Bei den Weltmeisterschaften 2011 in Shanghai verpasste Pizzetti als Neunter über 400 Meter Freistil den Finaleinzug um 0,25 Sekunden. Auch über 800 Meter Freistil wurde Pizzetti Neunter, hier hatte er anderthalb Sekunden Rückstand auf den Achten der Vorläufe. Die 4-mal-200-Meter-Freistilstaffel mit Gianluca Maglia, Filippo Magnini, Marco Belotti und Samuel Pizzetti belegte den achten Platz. Über 1500 Meter Freistil erreichte Pizzetti ebenfalls das Finale und schlug als Siebter an, er war damit drittbester Europäer. Im Mai 2012 fanden die Europameisterschaften in Debrecen statt. Hinter Paul Biedermann und Gergő Kis gewann Pizzetti die Bronzemedaille über 400 Meter Freistil. Über 1500 Meter Freistil belegte Pizzetti den vierten Platz mit fünf Sekunden Rückstand auf den drittplatzierten Ungarn Gergely Gyurta. Die 4-mal-200-Meter-Freistilstaffel mit Gianluca Maglia, Riccardo Maestri, Filippo Magnini und Samuel Pizzetti erschwamm die Silbermedaille hinter dem deutschen Quartett. Zwei Monate später bei den Olympischen Spielen in London trat Pizzetti nur über 400 Meter Freistil an und schied als 18. der Vorläufe aus.
2013 siegte Pizzetti bei den italienischen Meisterschaften über 400 Meter Freistil. Bei den Mittelmeerspielen in Mersin schied er über diese Distanz als 15. der Vorläufe aus. Bei den Weltmeisterschaften 2013 wurde er 22. der Vorläufe. Ein internationales Finale erreichte Pizzetti nach 2013 nicht mehr, bei italienischen Meisterschaften war der vielfache Landesmeister noch bis 2019 dabei.